# 太要镇
太要镇，是中华人民共和国陕西省渭南市潼关县下辖的一个镇。

## 行政区划
太要镇下辖以下地区：
太要社区、太要村、窑上村、太峪村、太峪口村、西堡障村、寺底村、老虎城村、欧家城村、南巡村、南歇马村和西太渡村。